# 大川原化工機
大川原化工機株式会社（おおかわらかこうきかぶしきがいしゃ）は、神奈川県横浜市都筑区に本社を置く機械製造会社。噴霧乾燥機分野の国内市場70％をシェアする。おからパウダーを開発したことでも知られる。2020年3月に代表取締役ら役員3人が逮捕される冤罪事件が発生。役員2人と、拘留中に胃がんが発覚し死亡した役員の遺族は損害賠償を求める訴訟を起こし、2025年6月12日、国と東京都に対し1億6600万円余りの賠償を命じる高裁判決が確定した（大川原化工機事件）。

## 概要
1980年3月、静岡県榛原郡吉田町に本社がある乾燥機器メーカー「株式会社大川原製作所」の子会社として東京都大田区蒲田に設立。静岡名産の茶葉の乾燥などを手がけていた同製作所が乾燥技術を様々な分野に発展、応用できないかと考え、事業拡大のためにつくられた。同年9月、小知和化工機株式会社を吸収合併。噴霧乾燥機（スプレードライヤー）および水処理装置部門に参入。
1983年11月、本社を現在の横浜市都筑区に移転。
1984年6月、ベンチャーキャピタルである東京中小企業投資育成株式会社による資本参加を得る。株式会社大川原製作所の非子会社となる。
1999年、横浜市産学共同研究センターに入居し、神奈川工科大学らと共同で食品等の粉粒状製品化装置開発の基礎研究を開始した。そして、通常はごみか飼料となる「おから」の再利用に取り組んだ。おからは雑菌が多く、酸化も早いことから、長くもたせることが必要なパウダー化の開発は難航した。2003年4月に隣接するリーディングベンチャープラザ1号館に転居したのちも研究を続け、スプレードライ技術に続く過熱水蒸気乾燥装置の開発により、おからの超微細パウダー化に成功。2004年12月、本社の近くに専用工場を建設し、製品化に着手した。2005年9月、横浜市は大川原化工機が開発した「Oh からだ！」（通称：おからパウダー）を市内小学校の給食メニューに採用した。
2020年3月11日、警視庁公安部は、外国為替及び外国貿易法違反の容疑で、代表取締役・常務取締役・相談役の3人を逮捕した。3人は一貫して無罪を主張するが、保釈は認められず、その間に相談役は進行胃がんと診断され入院した。2021年2月5日、代表取締役と常務取締役は11か月ぶりに釈放され、7日に相談役は病死した。代表取締役と常務取締役、そして相談役の遺族は、国と東京都に対して約5億6500万円の損害賠償を求める訴訟を東京地方裁判所に起こした。2023年12月27日、東京地裁は「必要な捜査を尽くさなかった」として、警視庁の逮捕、東京地方検察庁の起訴を違法と認め、都と国に計約1億6000万円の賠償を命じた。二審の東京高裁はさらに600万円増やし、2025年5月28日、1億6600万円余りの賠償を命じる判決を下した。

## 主な事業所
- 本社（神奈川県横浜市都筑区）
- 大阪営業所（大阪府大阪市北区）
- 粉体技術研究所（静岡県富士宮市山宮）